# Jemen na Mistrzostwach Świata w Lekkoatletyce 2023
Jemen na Mistrzostwach Świata w Lekkoatletyce 2023 – reprezentacja Jemenu podczas mistrzostw świata w Budapeszcie liczyła jednego zawodnika.

## Skład reprezentacji

### Mężczyźni
| Zawodnik          | Konkurencja   | Eliminacje | Eliminacje | Półfinał | Półfinał | Finał | Finał   | Źródło |
| Zawodnik          | Konkurencja   | Wynik      | Pozycja    | Wynik    | Pozycja  | Wynik | Pozycja | Źródło |
| ----------------- | ------------- | ---------- | ---------- | -------- | -------- | ----- | ------- | ------ |
| Abdullah Al-Yaari | bieg na 800 m | 1:47,98    | 42.        | NQ       | NQ       | NQ    | NQ      | [ 1 ]  |